# Liste de noms de famille finnicisés
Cet article présente une liste de noms de famille finnicisés.

## Histoire
Le changement de noms de famille en Finlande a commencé dans les années 1870 et les 1880 dans la dynamique du mouvement fennomane.
Les campagnes de changement de 1906 et des années 1930 sont très actives.

## Liste des noms
| Nom finnicisé         | Nom d’origine          | Personnalité célèbre                                                   | Année de changement | Réf.    |
| --------------------- | ---------------------- | ---------------------------------------------------------------------- | ------------------- | ------- |
| Arvelo                | Achrén                 | Armas Arvelo, père de Ritva Arvelo                                     | 1906                | [ 3 ]   |
| Ahtisaari             | Adolfsen               | Oiva Ahtisaari, père de Martti Ahtisaari                               | 1935                | [ 4 ]   |
| Ahtovuo               | Adolfsen               |                                                                        | 1936                | [ 4 ]   |
| Äimä                  | Aejmelaeus             | Frans Äimä                                                             | 1937, 1939          | [ 5 ]   |
| Alaja                 | Alander                | Osmo Alaja                                                             | 1935                | [ 6 ]   |
| Arajärvi              | Alin                   | Juhani Arajärvi                                                        | 1906                | [ 7 ]   |
| Almi                  | Alm                    | Alfons Almi                                                            | 1934                | [ 8 ]   |
| Tuomas-Kettunen       | Alopaeus               | Erik Tuomas-Kettunen                                                   | 1935                | [ 9 ]   |
| Asanti                | Aschan                 | Atle Asanti                                                            | 1937                | [ 10 ]  |
| Ahmavaara             | Aulin                  | Pekka Ahmavaara, Arvi Ahmavaara, Yrjö Ahmavaara                        | 1906                | ,       |
| Ailio                 | Ax                     | Julius Ailio                                                           | 1897                | [ 13 ]  |
| Wuorenheimo           | Bergbom                | Ossian Wuorenheimo                                                     | 1903                | [ 14 ]  |
| Wuorio                | Backberg               | Salomo Wuorio                                                          | 1876                | [ 15 ]  |
| Kalliala              | Bergroth               | Kaarlo J. Kalliala                                                     | 1906                | [ 16 ]  |
| Vuorenjuuri           | Bergroth               | Martti Vuorenjuuri                                                     | 1906, 1907          | [ 16 ]  |
| Vanni                 | Besprosvanni           | Sam Vanni                                                              | 1941                | [ 17 ]  |
| Wuorimaa Vuorimaa     | Blomberg               | Aarne Wuorimaa, Artur Oliver Wuorimaa, Artturi Vuorimaa                | 1906, 1923          | ,       |
| Kilpi                 | Blomros                | Eino Kilpi                                                             |                     | [ 20 ]  |
| Jalas                 | Blomstedt              | Jaakko Jalas, Jussi Jalas, Rakel Jalas                                 | 1906, 1943          | ,       |
| Kaira                 | Bodström               | Kaarlo Kaira                                                           | 1906                | [ 23 ]  |
| Poijärvi              | Boijer                 | L. Arvi P. Poijärvi                                                    | 1906                | [ 24 ]  |
| Linnala               | Borgman                | Eino Linnala                                                           | 1906                | [ 25 ]  |
| Paloheimo             | Brander                |                                                                        | 1906                | [ 26 ]  |
| Palosuo               | Brander                | Erkki Palosuo                                                          | 1933                | [ 27 ]  |
| Tulikoura             | Brandstaka             | Juho Tulikoura                                                         | 1906                | [ 28 ]  |
| Honka                 | Bremer                 | Olavi Honka                                                            | 1906                | [ 29 ]  |
| Aho                   | Brofeldt               | Juhani Aho                                                             | 1907                | [ 30 ]  |
| Palo                  | Brännäs                | Tauno Palo                                                             | 1932                | [ 26 ]  |
| Välikangas            | Buddén                 | Martti Välikangas                                                      | 1906                | [ 31 ]  |
| Alhava                | Byckling               | Armas Alhava                                                           | 1935                | [ 32 ]  |
| Kalela                | Cajander               | Aarno Kalela, Olavi Kalela Jaakko Kalela                               | 1935                | [ 33 ]  |
| Kannisto              | Candelin               | Heikki Kannisto                                                        | 1906                | [ 34 ]  |
| Kannila               | Cannelin               | Helle Kannila                                                          | 1938                | [ 35 ]  |
| Linkola               | Collan                 | Kaarlo Linkola                                                         | 1906                | [ 36 ]  |
| Turkka                | Durchman               | Rolf Turkka                                                            |                     | [ 37 ]  |
| Enäjärvi              | Eklund                 | Jaakko Enäjärvi, Elsa Enäjärvi-Haavio                                  | 1922                | [ 38 ]  |
| Mikkola               | Eklund                 |                                                                        |                     | [ 39 ]  |
| Tunkelo               | Ekman                  | E. A. Tunkelo, J. H. Tunkelo                                           | 1901, 1906          | [ 40 ]  |
| Enne                  | Enbom                  | Yrjö Enne                                                              |                     | [ 41 ]  |
| Äyräpää               | Europaeus              | Matti Äyräpää, Aarne Äyräpää                                           | 1876, 1930          | [ 42 ]  |
| Vennamo               | Fennander              | Veikko Vennamo, Pekka Vennamo                                          | 1938                | [ 43 ]  |
| Alkio                 | Filander               | Santeri Alkio                                                          | 1898                | [ 44 ]  |
| Linkomies             | Flinck                 | Edvin Linkomies                                                        | 1927                | [ 45 ]  |
| Koskimies             | Forsman                | Juho Koskimies, Rafael Koskimies                                       | 1906, 1926, 1931    | [ 46 ]  |
| Yrjö-Koskinen         | Forsman                | Yrjö Sakari Yrjö-Koskinen                                              | 1882                | [ 47 ]  |
| Koskenniemi           | Forsnäs                | V. A. Koskenniemi                                                      | 1906                | [ 48 ]  |
| Hainari               | Forsström              | Oskar Hainari, Tilma Hainari                                           | 1906                | [ 49 ]  |
| Pohjanpalo            | Friis                  | Tuomas Pohjanpalo                                                      | 1906                | [ 50 ]  |
| Jännes                | Genetz                 | Paavo Jännes, Juho Jännes                                              | 1906                | [ 51 ]  |
| Kuusi                 | Granfelt               | Eino Kuusi                                                             | 1906                | [ 52 ]  |
| Talas                 | Gratschoff             | Onni Talas                                                             | 1895                | [ 53 ]  |
| Rautapää              | Gröndahl               | Hugo Rautapää                                                          | 1906                | [ 54 ]  |
| Aura                  | Gröndahl               | Jalo Aura                                                              | 1906                | [ 55 ]  |
| Wiherheimo            | Grönhag                | T. A. Wiherheimo                                                       | 1906                | [ 56 ]  |
| Kuusisto              | Grönlund               | Aku Kuusisto                                                           | 1906                | ,       |
| Rantakari             | Grönqvist              | K. N. Rantakari                                                        | 1896                | [ 59 ]  |
| Paasilinna            | Gullsten               | Väinö Paasilinna, père de Arto, Reino et Erno Paasilinna               | avant 1934          | [ 60 ]  |
| Pihkala               | Gummerus               | Martti Pihkala, Lauri Pihkala, Rurik Pihkala                           | 1906                | [ 61 ]  |
| Halsti                | Hagman                 | Wolf H. Halsti                                                         | 1936                | [ 62 ]  |
| Kallia                | Hallsten               | R. G. Kallia                                                           | 1906                | [ 63 ]  |
| Haarla                | Harberg                | Rafael Haarla                                                          | 1906                | [ 64 ]  |
| Harva                 | Heerman                | Urpo Harva                                                             | 1926                | [ 65 ]  |
| Heikinheimo           | Heikel                 |                                                                        | 1906                | [ 66 ]  |
| Päivänsalo            | Helander               | B. H. Päivänsalo                                                       | 1906                | [ 67 ]  |
| Hattara               | Helenius               | Pia Hattara                                                            |                     | [ 68 ]  |
| Helismaa              | Helenius               | Reino Helismaa                                                         | 1935                | [ 69 ]  |
| Helo                  | Helenius               | Johan Helo                                                             | 1906                | [ 70 ]  |
| Rahola                | Helenius               | Eero Rahola                                                            | 1906                | [ 71 ]  |
| Waltari               | Helenius               | Gustaf Helenius, grand-père de Mika Waltari                            |                     | [ 72 ]  |
| Heliövaara            | Helin                  | Olavi Heliövaara                                                       | 1906                | [ 73 ]  |
| Paasikivi             | Hellsten               | Juho Kusti Paasikivi, Annikki Paasikivi                                | 1887                | ,       |
| Hiitonen              | Hidén                  | Ensio Hiitonen                                                         | 1923                | [ 76 ]  |
| Hiekkala              | Hoffrén                | Lassi Hiekkala                                                         | 1907                | [ 77 ]  |
| Soini                 | Hoffrén                | Wilho Soini                                                            | 1877, 1906          | [ 78 ]  |
| Harva                 | Holmberg               | Martti Harva, Uno Harva, Olavi Harva                                   | 1927                | ,       |
| Karikoski             | Holmström              | V. A. M. Karikoski                                                     | 1906                | [ 82 ]  |
| Paasivuori            | Hällberg Hälleberg     | Matti Paasivuori                                                       | 1906                | [ 83 ]  |
| Helasvuo              | Hällström              | Veikko Helasvuo                                                        | 1926                | [ 84 ]  |
| Paasivirta            | Hällström af Hällström |                                                                        | 1906, 1907, 1935    | [ 74 ]  |
| Paasio                | Hällström Hellström    | Rafael Paasio                                                          | 1906                | [ 85 ]  |
| Heporauta             | Hästesko               | Elsa Heporauta, F. A. Heporauta                                        | 1935                | [ 86 ]  |
| Rihtniemi             | Högman                 | Elja Rihtniemi                                                         | 1908                | [ 87 ]  |
| Ivalo                 | Ingman                 | Santeri Ivalo                                                          | 1907                | [ 88 ]  |
| Jaari                 | Jankeloff              | Ruben Jaari                                                            | 1936                | [ 89 ]  |
| Wihuri                | Jansson                | Antti Wihuri                                                           | 1906                | [ 40 ]  |
| Rautavaara Rautawaara | Jernberg               | A. E. Rautavaara, Eino Rautavaara, Wäinö Rautawaara                    | 1895, 1901, 1907    | ,       |
| Rautavuori            | Jernberg               |                                                                        | 1943                | [ 90 ]  |
| Järviluoma            | Jernström              | Artturi Järviluoma                                                     | 1902                | [ 92 ]  |
| Rautavirta            | Järnström              |                                                                        | 1906                | [ 90 ]  |
| Airo                  | Johansson              | A. F. Airo                                                             | 1906                | [ 93 ]  |
| Kaila                 | Johansson              | Elmo Kaila, Elieser Kaila, Erkki Kaila, Eino Kaila                     | 1901, 1902, 1906    | ,       |
| Somerjoki             | Johansson              | Gunnar Somerjoki, père de Rauli Somerjoki                              | 1936                | [ 96 ]  |
| Soininen              | Johnsson               | Mikael Soininen                                                        | 1906                | [ 97 ]  |
| Soisalon-Soininen     | Johnsson               | Eliel Soisalon-Soininen                                                | 1904                | [ 98 ]  |
| Jousi                 | Junnelius              | Wäinö Jousi                                                            | 1906                | [ 99 ]  |
| Juva                  | Juvelius               | Einar W. Juva, Mikko Juva                                              | 1935                | [ 100 ] |
| Rauanheimo            | Järnefelt              | Akseli Rauanheimo                                                      | 1906                | [ 101 ] |
| Kahanpää              | Kahelin                | Hjalmar Kahanpää                                                       | 1937                | [ 102 ] |
| Kairamo               | Kihlman                | Oswald Kairamo Erkki Kairamo                                           | 1906                | [ 103 ] |
| Kurki-Suonio          | Krohn                  | Ensio Kurki-Suonio, Erkki Kurki-Suonio                                 | 1928                | [ 104 ] |
| Kulo                  | Källberg               | Kusti Kulo                                                             | 1906                | [ 105 ] |
| Lehto                 | Lagerlund              | Reino R. Lehto                                                         | 1901                | [ 106 ] |
| Lahdensuo             | Lagerstedt             | Jalo Lahdensuo                                                         | 1906                | [ 107 ] |
| Hirvensalo            | Lagus                  | Gabriel Hirvensalo, Olli Hirvensalo, Vilho Hirvensalo, Yrjö Hirvensalo | 1903, 1906          | ,       |
| Kalima                | Landgren               | Eino Kalima, Jalo Kalima                                               | 1906                | [ 113 ] |
| Leikola               | Leidenius              | Erkki Leikola, Aare Leikola                                            | 1906                | ,       |
| Leppälä               | Lindeqvist             | Juhani Leppälä                                                         | 1906                | [ 116 ] |
| Linko                 | Lindroth               | Ernst Linko                                                            | 1906                | [ 117 ] |
| Loimaranta            | Lindstedt              | Yrjö Loimaranta                                                        | 1906                | [ 118 ] |
| Louhivuori            | Lohtander              | O. W. Louhivuori, Verneri Louhivuori                                   | 1905                | ,       |
| Maasalo               | Masalin                | Armas Maasalo                                                          | 1905                | [ 121 ] |
| Malmivaara            | Malmberg               |                                                                        | 1906                | [ 122 ] |
| Merikanto             | Mattsson               | Oskari Merikanto                                                       | 1882                | [ 123 ] |
| Mannermaa             | Menander               | Juho Mannermaa                                                         | 1906                | ,       |
| Kivalo                | Mittler                | Erkki Kivalo                                                           | 1935                | [ 126 ] |
| Muroma                | Murén                  | Urho Muroma                                                            | 1919                | [ 127 ] |
| Nevanlinna            | Neovius                | Ernst Nevanlinna                                                       | 1906                | [ 11 ]  |
| Nuorivaara            | Nyberg                 |                                                                        |                     | [ 128 ] |
| Nuorteva              | Nyberg                 | Santeri Nuorteva, Väinö Nuorteva                                       | 1906, 1919          | [ 129 ] |
| Suviranta             | Olander                | Bruno Suviranta                                                        | 1906                | [ 130 ] |
| Suolahti              | Palander               | Eino Suolahti, Gunnar Suolahti, Hugo Suolahti                          | 1906                | [ 131 ] |
| Paatela               | Pavén                  | Jussi Paatela, Toivo Paatela, Oskari Paatela                           | 1906                | [ 132 ] |
| Reenpää               | Renqvist               | Hannes Reenpää, Heikki Reenpää, Kari Reenpää, Yrjö Reenpää             | 1935                | [ 133 ] |
| Reenkola              | Renvall                | Mies Reenkola                                                          | 1939                | [ 134 ] |
| Ruusuvaara            | Rosberg                | Aksel Werner Ruusuvaara                                                | 1906                | [ 135 ] |
| Ruutu                 | Ruuth                  | Martti Ruutu, Yrjö Ruutu                                               | 1927                | [ 136 ] |
| Ritavuori             | Rydman                 | Heikki Ritavuori                                                       | 1905                | [ 137 ] |
| Sadeniemi             | Sadenius               | Yrjö Sadeniemi, Matti Sadeniemi                                        | 1906, 1928          | [ 138 ] |
| Ilvessalo             | Sarén                  | Yrjö Ilvessalo                                                         | 1911                | [ 139 ] |
| Savonjousi            | Savonius               | Kai Savonjousi                                                         | 1936                | [ 140 ] |
| Sauli                 | Saxelin                | Jalmari Sauli                                                          | 1908                | [ 136 ] |
| Harmaja               | Schadewitz             | Leo Harmaja                                                            |                     | [ 100 ] |
| Utsjoki               | Schlüter               | Lassi Utsjoki                                                          | 1935                | [ 141 ] |
| Koulumies             | Schulman               | Rolf Albert Holger Schulman, père de Jyrki Koulumies                   | 1940                | [ 142 ] |
| Särkilahti            | Serlachius             | Allan Serlachius                                                       | 1935                | [ 143 ] |
| Hersalo               | Sigell                 | Niilo Hersalo                                                          | 1935                | [ 144 ] |
| Simojoki              | Simelius               | Elias Simojoki, Martti Simojoki                                        | 1926, 1928          | [ 145 ] |
| Sirola                | Sirén                  | Yrjö Sirola                                                            | 1896                | [ 146 ] |
| Sirpo                 | Sirob                  | Boris Sirpo                                                            |                     | [ 147 ] |
| Susitaival            | Sivén                  | Paavo Susitaival                                                       | 1927                | [ 148 ] |
| Virkkunen             | Snellman               | Artturi Virkkunen, Paavo Virkkunen, Jouko Virkkunen                    | 1906                | ,       |
| Kivekäs               | Stenbäck               | Lauri Kivekäs, Lauri Kivekäs                                           | 1876, 1926          | [ 42 ]  |
| Kivikoski             | Stenfors               | Bruno Kivikoski                                                        | 1906                | [ 151 ] |
| Kivirikko             | Stenroos               | K. E. Kivirikko                                                        | 1906                | [ 35 ]  |
| Renkonen              | Streng                 | Oswald Renkonen, Walter Renkonen, Olli Renkonen                        | 1940                | [ 136 ] |
| Teräsvuori            | Ståhlberg              | Kaarlo Juho Ståhlberg                                                  | 1906                | [ 152 ] |
| Siilasvuo             | Strömberg              | Hjalmar Siilasvuo                                                      | 1936                | [ 153 ] |
| Salmiala              | Sundström              | Bruno Salmiala                                                         | 1935                | [ 154 ] |
| Rislakki              | Svanberg               | Ensio Rislakki                                                         | 1934                | [ 155 ] |
| Svento                | Sventorzetski          | Reinhold Svento, Truvor Svento                                         | 1938                | [ 156 ] |
| Saarimaa              | Söderholm              | E. A. Saarimaa                                                         | 1905                | [ 157 ] |
| Tuulio                | Tallgren               | O. J. (Oiva) Tuulio, Tyyni Tuulio                                      | 1933                | [ 158 ] |
| Honkajuuri            | Tallroth               | Mauri Honkajuuri                                                       | 1906                | [ 159 ] |
| Tavastähti            | Tavaststjerna          | Elli Tavastähti                                                        | 1905                | [ 160 ] |
| Tanner                | Thomasson              | Väinö Tanner                                                           | 1895                | [ 161 ] |
| Talvela               | Thorén                 | Paavo Talvela                                                          | 1906                | [ 162 ] |
| Tuura                 | Thrulsson              | J. W. Tuura                                                            |                     | [ 163 ] |
| Tulenheimo            | Thulé                  | Antti Tulenheimo, Martti Tulenheimo Eino Tulenheimo                    | 1906                | [ 164 ] |
| Tuurna                | Thuneberg              | Arno Tuurna                                                            | 1935                | [ 165 ] |
| Tuuliluoto            | Tillaeus               |                                                                        |                     | [ 166 ] |
| Tarjanne              | Törnqvist              | Onni Tarjanne, Päivö Tarjanne, Pekka Tarjanne, Toivo Tarjanne,         | 1906                | [ 11 ]  |
| Hiidenheimo           | Törnström              | Artturi Hiidenheimo, Pentti Hiidenheimo                                | 1906                | ,       |
| Vähäkallio            | Vilander               | Väinö Vähäkallio                                                       | 1905                | [ 169 ] |
| Vala                  | Wadenström             | Erkki Vala, Katri Vala                                                 | 1928                | [ 141 ] |
| Valste                | Wahlstedt              | Armas Valste                                                           | 1934                | [ 170 ] |
| Voionmaa              | Wallin                 | Väinö Voionmaa                                                         | 1906                | [ 171 ] |
| Waris                 | Warén                  | Heikki Waris, Harry Waris, Klaus Waris                                 | 1924, 1935          | ,       |
| Väisälä               | Weisell                | Kalle Väisälä, Vilho Väisälä, Yrjö Väisälä                             | 1906                | [ 175 ] |
| Valvanne              | Wegelius               | Väinö Valvanne, Hugo Valvanne                                          | 1906                | ,       |
| Vuorjoki              | Wegelius               | U. J. Vuorjoki, Yrjö Vuorjoki                                          | 1906, 1929          | [ 176 ] |
| Wennervirta           | Wennerström            | Ludvig Wennervirta                                                     | 1926                | [ 40 ]  |
| Wilkama               | Wilkman                | Karl Fredrik Wilkama                                                   | 1919                | [ 40 ]  |
| Veistaro              | Winqvist               | Toivo Veistaro                                                         | 1935                | [ 178 ] |
| Voipio                | Åkerman                | Väinö Voipio, Aino Voipio                                              | 1901                | [ 179 ] |

## Noms partiellement finnicisés
| Nom finnicisé      | Nom d’origine | Personnalité célèbre            | Année de changement | Source  |
| ------------------ | ------------- | ------------------------------- | ------------------- | ------- |
| Appelgren-Kivalo   | Appelgren     | Hjalmar Appelgren-Kivalo        | 1906                | [ 180 ] |
| Asko-Avonius       | Avonius       | Aukusti Asko-Avonius            | 1931                | [ 181 ] |
| Aspelin-Haapkylä   | Aspelin       | Eliel Aspelin-Haapkylä          | 1906                | [ 182 ] |
| Gallen-Kallela     | Gallén        | Akseli Gallen-Kallela           | 1907                | [ 183 ] |
| Danielson-Kalmari  | Danielson     | Johan Richard Danielson-Kalmari | 1906                | [ 184 ] |
| Helenius-Seppälä   | Helenius      | Matti Helenius-Seppälä          | 1906                | [ 185 ] |
| Lampén-Iso-Keisari | Lampén        | Ernst Lampén                    | 1936                | [ 186 ] |

### Articles
- Mouvement fennomane
- Finnicisation des noms de famille
- Liste de noms de famille estonisés